# Кийфър Съдърланд
Кийфър Уилям Фредерик Демпси Джордж Руфъс Съдърланд (на английски: Kiefer William Frederick Dempsey George Rufus Sutherland) е канадски актьор, носител на „Златен глобус“, по две награди „Еми“ и „Сателит“. Роден е на 21 декември 1966 г. в Лондон, Англия, но израства в Канада. Син е на актьорите Доналд Съдърланд и Шърли Дъглас, и внук на канадския държавник Томи Дъглас. Има сестра близначка Рейчъл, която е продуцент.

## Избрана филмография
- Designated Survivor/„Последният оцелял“ (2016)
- Forsaken / „Изоставен“ is a (2015) Canadian revisionist western film
- „Помпей“ (2014)
- Touch (2012)
- „Меланхолия“ (2011)
- The Confession (2011)
- Twelve (2010)
- Monsters vs Aliens: Mutant Pumpkins from Outer Space (2009)
- Огледала (2008)
- 24: The DVD Board Game (2006)
- Стражът (2006)
- River Queen (2005)
- „Крадец на животи“ (2004)
- Behind the Red Door (2003)
- Поверително от Ел Ей (2003)
- Paradise Found (2003)
- „Телефонна клопка“ (2003)
- Смъртоносна жега (2002)
- „24“ (2001, сериал)
- Последната война (2001)
- Огнен кръг (2001)
- The Right Temptation (2000)
- Picking Up the Pieces (2000)
- Търси се жена (2000)
- Beat (2000)
- Desert Saints (2000)
- After Alice (1999)
- Ground Control (1998)
- Break Up (1998)
- Войнишка любима (1998)
- „Градът на мрака“ (1998)
- Истини и последици (1997)
- Duke of Groove (1996)
- Око за око (1996)
- Freeway (1996)
- „Време да убиваш“ (1996)
- Hourglass (1995)
- По каубойски (1994)
- Teresa's Tattoo (1994)
- „Тримата мускетари“ (1993)
- Last Light (1993)
- Изчезването (1993)
- „Доблестни мъже“ (1992)
- Туин Пийкс (1992)
- Член 99 (1992)
- Amazing Stories: Book One (1992)
- Завръщане в миналото (1990)
- Линия на смъртта (1990)
- Млади стрелци 2 (1990)
- Chicago Joe and the Showgirl (1990)
- Renegades (1989)
- 1969 (1988)
- Млади стрелци (1988)
- Bright Lights Big City (1988)
- The Killing Time (1987)
- Луда луна (1987)
- The Lost Boys (1987)
- Promised Land (1987)
- Бъди до мен (1986)
- Trapped in Silence (1986)
- At Close Range (1986)
- Brotherhood of Justice (1986)
- The Bay Boy (1984)
- Max Dugan Returns (1983)